# Eldgjá
Eldgjá är en kanjon på Island. Platsen är tillsammans med Katla del av samma vulkaniska system i landets södra del.  
Eldgjá är den största vulkaniska kanjonen i världen. Den bildades år 934 under ett av de största vulkanutbrotten på Island under historisk tid. Som mest mäter den 600 meter i bredd, 200 meter i djup, samt är ungefär 8 kilometer lång. Eldgjá är belägen mellan Landmannalaugar och Kirkjubæjarklaustur och upptäcktes av Þorvaldur Thoroddsen 1893.  
Vattenfallet Ófærufoss finns inne i dalgången. En naturlig bro över vattenfallet försvann 1993 på grund av smältvatten. Den norra delen av Eldgjá, Ófærufoss, samt intilliggande områden har sedan 2011 varit en del av Vatnajökulls nationalpark. 